# Chrysogorgia anastomosans
Chrysogorgia anastomosans is een zachte koraalsoort uit de familie Chrysogorgiidae. De koraalsoort komt uit het geslacht Chrysogorgia. Chrysogorgia anastomosans werd in 1902 voor het eerst wetenschappelijk beschreven door Versluys.